# Ranunculus mathei
Ranunculus mathei är en ranunkelväxtart som beskrevs av Sóo. Ranunculus mathei ingår i släktet ranunkler, och familjen ranunkelväxter. Inga underarter finns listade i Catalogue of Life.